# ماکو میدوری
ماکو میدوری (به ژاپنی: 緑 魔子, Midori Makoi)؛ زادهٔ ۲۶ مارس ۱۹۴۴) بازیگر اهل ژاپن است. وی از سال ۱۹۶۳ میلادی تاکنون مشغول فعالیت بوده است.